# 瓜木
瓜木（学名：Alangium platanifolium）为山茱萸科八角枫属的植物。分布在日本、朝鲜、台湾岛以及中国大陆的河南、江西、贵州、湖北、甘肃、陕西、浙江、四川、吉林、河北、辽宁、山西、云南、山东等地，生长于海拔200米至2,600米的地区，多生于土质比较疏松而肥沃的向阳山坡和疏林中，目前尚未由人工引种栽培。

## 别名
篠悬叶瓜木（中国植物图谱），八角枫（中国树木分类学）

## 异名
- Alangium platanifolium (Sieb. et Zucc.) Harms var. trilobum (Miq.) Ohwi